# Зигмунд в кафе
«Зигмунд в кафе» — рассказ современного российского писателя Виктора Пелевина, написанный в 1993 году.

## Содержание
Рассказ «Зигмунд в кафе» из раннего творчества Виктора Пелевина применяет характерный авторский приём: игра с ожиданиями читателя и непредсказуемый финал. Подобный приём встречается и в других его произведениях: «Жизнь насекомых», «Затворник и Шестипалый», «Ника».
Действие рассказа происходит в венском кафе, судя по описанию, начала XX века. В кафе сидит некий Зигмунд и внимательно наблюдает за окружающими его парами: дамой и господином, пришедшими в кафе поужинать, девочкой и мальчиком, играющими в углу, хозяйкой и официантом, меняющими перегоревшую лампочку. В рассказе подробно описываются детали поведения каждой пары, а Зигмунд комментирует каждый эпизод коротким «Ага». Эту фразу он повторяет с разной эмоциональной тональностью. Дама упрекает господина, что в сумочку набился снег. «Ага», — тихо сказал Зигмунд. Официант по указаниям хозяйки открывает в полу люк и лезет туда; хозяйка поднимается вверх по лестнице, поставленной официантом. «Ага! Ага!», — громко сказал Зигмунд.
Через несколько таких повторов читатель приходит к выводу, что посетителем венского кафе является основатель психоанализа доктор Зигмунд Фрейд. И тогда читатель начинает истолковывать обыденные жизненные эпизоды с точки зрения фрейдизма. Вскоре восклицания Зигмунда привлекают внимание окружающих, и они подходят к нему. Но тут оказывается, что данный Зигмунд — лишь старый попугай в клетке, поставленной в кафе. Таким образом, рассуждения, на которые был спровоцирован читатель, не могли родиться в птичьей голове.
Рассказ пронизан иронией набоковского типа по отношению к Фрейду и его теории всепроникающей сексуальности. В конце следует фраза о загаженной клетке, в которой Зигмунду предстоит жить, — это, вероятно, насмешка над сторонниками психоанализа.

## Публикации
Рассказ «Зигмунд в кафе» был впервые опубликован 30 апреля 1993 года в «Независимой газете». Рассказ вошёл в сборник 1998 года «Жёлтая стрела».